# Caln Township
Caln Township est un township du comté de Chester en Pennsylvanie, aux États-Unis.